# Sennius discolor
Sennius discolor är en skalbaggsart som först beskrevs av Horn 1873.  Sennius discolor ingår i släktet Sennius och familjen bladbaggar. Inga underarter finns listade i Catalogue of Life.